# Domptail
Domptail là một xã, nằm ở tỉnh Vosges trong vùng Grand Est của Pháp. Xã này có diện tích 18,63 km², dân số năm 1999 là 239 người. Xã này nằm ở khu vực có độ cao trung bình 299 m trên mực nước biển.
Dân địa phương tiếng Pháp gọi là Domptaillois.

## Hành chính
| Danh sách các xã trưởng                |           |                  |      |         |
| Giai đoạn                              | Giai đoạn | Tên              | Đảng | Tư cách |
| depuis 2001                            | 2014      | Jean-Marc Habert |      |         |
| Tất cả các dữ liệu trước đây không rõ. |           |                  |      |         |

## Biến động dân số
| Năm | 1962 | 1968 | 1975 | 1982 | 1990 | 1999 |
| --- | ---- | ---- | ---- | ---- | ---- | ---- |
| Dân số | 329  | 360  | 279  | 259  | 269  | 239  |
| From the year 1962 on: No double counting—residents of multiple communes (e.g. students and military personnel) are counted only once. |      |      |      |      |      |      |